# دورين ريان
دورين ريان هي متزلجة كندية، ولدت في 1931 في إدمونتون في كندا.

## وصلات خارجية
- دورين ريان على موقع أوليمبيديا (الإنجليزية)